# Deževci
Deževci is een plaats in de gemeente Brestovac in de Kroatische provincie Požega-Slavonië. De plaats telt 169 inwoners (2001).